# Джузеппе Бігоньйо
Джузе́ппе Бігоньйо (італ. Giuseppe Bigogno, нар. 22 липня 1909, Альбіццате — пом. 22 червня 1977, Флоренція) — італійський футболіст, що грав на позиції півзахисника. По завершенні ігрової кар'єри — футбольний тренер.
Виступав за італійські клуби «Леньяно», «Фіорентина» та «Дженова 1893», вигравщи з останніми двома клубами по Кубку Італії. Тренував відомі італійські клуби: «Фіорентину», «Мілан», «Торіно», «Лаціо» та «Інтернаціонале» та «Удінезе».

## Ігрова кар'єра
У дорослому футболі дебютував 1925 року виступами за команду «Леньяно», в якій провів шість сезонів, взявши участь у 101 матчі чемпіонату. Дебютував в Серії А відбувся 28 вересня 1930 в матчі проти «Дженоа» (2:1). Проте того ж сезону команда зайняла останнє місце в чемпіонаті і понизилась у класі, через що влітку 1931 Джузеппе перейшов до «Фіорентини».Відіграв за «фіалок» наступні п'ять сезонів своєї ігрової кар'єри. Більшість часу, проведеного у складі «Фіорентини», був основним гравцем команди.
Протягом 1936—1939 років захищав кольори команди клубу «Дженова 1893». За цей час виборов титул володаря Кубка Італії.
Влітку 1939 року знову повернувся до «Фіорентини», де в першому ж сезоні виграв свій другий Кубок Італії. Завершив професійну ігрову кар'єру 1942 року у зв'язку з війною.

## Кар'єра тренера
Розпочав тренерську кар'єру невдовзі по завершенні кар'єри гравця, 1945 року, очоливши тренерський штаб клубу «Фіорентина», проте пропрацював у ньому лише півроку, після чого був звільнений через низькі результати.
Влітку 1946 року Бігоньйо очолив «Мілан». Новий сезон якраз ознаменувався введенням єдиного чемпіонату без поділу на групи за географічним принципом. Бігоньйо керував «россо-нері» три сезони та привів команду до четвертого, другого та третього місць (скудетто тричі брав «Торіно», в складі якого виступав легендарний Валентіно Маццола).
Влітку 1949 року Бігоньйо очолив «Торіно», яке було серйозно обезкровлене після авіакатострофи, де загинули майже всі гравці основного чемпіонського складу. Повернути команді успіхи минулих років Джузеппе не зміг. Під його керівництвом команда в першому сезоні опустилась на 6 місце, а в другому взагалі стала 17, відірвавшись від зони вильоту лише на 2 очки. Після цього Бігоньйо покинув «Торіно».
Влітку 1951 року очолив «Лаціо», з яким в першому сезоні зайняв 4 місце, а наступного року справи у «орлів» пішли невдало і команда перебувала в середині таблиці. Через це у березні 1953 року Бігоньйо був звільнений з посади.
Перед початком сезону 1953-54 очолив «Удінезе», з яким відразу ледь не вилетів з вищого дивізіону, зберігши прописку лише завдяки кращій різниці м'ячів. У наступному сезоні команда несподівано стала віце-чемпіоном Італії, але в травні рішенням футбольної федерації була понижені у класі до Серії B як фігурант справи щодо корупції в італійському футболі. Втім, у другому дивізіоні «фріульці» надовго не затримались і Бігоньйо в першому ж сезоні зайняв з командою перше місце і повернувся в еліту. В наступних двох роках команда була середняком Серії А, займаючи 4 і 9 місця відповідно, після чого, влітку 1958 року, Бігоньйо покинув команду.
Перед початком сезону 1958-59 Джузеппе повернувся в Мілан, проте цього разу очолив «Інтернаціонале». Команда хоч і трималась серед лідерів, втім у березні наступного року Бігоньйо був звільнений.
Останнім місцем тренерської роботи був клуб «Удінезе», команду якого Джузеппе Бігоньйо очолював як головний тренер у 1967—1968 роках, коли вона вже виступала у Серії С.
Помер 22 червня 1977 року на 68-му році життя у місті Флоренція.

## Статистика виступів

### Статистика клубних виступів
| Сезон   | Команда        | Чемпіонат | Чемпіонат | Чемпіонат |
| Сезон   | Команда        | Ліга      | Ігор      | Голів     |
| ------- | -------------- | --------- | --------- | --------- |
| 1925-26 | «Леньяно»      | ПД        | 1         | 0         |
| 1926-27 | «Леньяно»      | ПД        | -         | -         |
| 1927-28 | «Леньяно»      | ПД        | -         | -         |
| 1928-29 | «Леньяно»      | ЧІ        | 22        | 0         |
| 1929-30 | «Леньяно»      | B         | 24        | 0         |
| 1930-31 | «Леньяно»      | A         | 31        | 1         |
| 1931-32 | «Фіорентина»   | A         | 32        | 1         |
| 1932-33 | «Фіорентина»   | A         | 27        | 1         |
| 1933-34 | «Фіорентина»   | A         | 17        | 0         |
| 1934-35 | «Фіорентина»   | A         | 30        | 1         |
| 1935-36 | «Фіорентина»   | A         | 28        | 1         |
| 1936-37 | «Дженова 1893» | A         | 28        | 0         |
| 1937-38 | «Дженова 1893» | A         | 29        | 1         |
| 1938-39 | «Дженова 1893» | A         | 22        | 0         |
| 1939-40 | «Фіорентина»   | A         | 22        | 1         |
| 1940-41 | «Фіорентина»   | A         | 21        | 0         |
| 1941-42 | «Фіорентина»   | A         | 4         | 0         |
| Усього  | Усього         |           | 260       | 7         |

## Титули і досягнення
- Володар Кубка Італії (2):

«Дженова 1893»: 1936-37
«Фіорентіна»: 1939-40